# Santo Amaro (São Tomé i Príncipe)
Santo Amaro és una vila de São Tomé i Príncipe. Es troba al districte de Lobata, al nord de l'illa de São Tomé. La seva població és de 563 (2008 est.).
Té prop les localitats de Laranjeiras, Desejada, Aguâ Casada, Bela Vista i Nova Cintra (o Nova Sintra).